# Tremende bazzecole
(G. K. Chesterton, Tremende bazzecole, capitolo I.)
Tremende bazzecole (Tremendous Trifles) è una raccolta di brevi saggi dello scrittore inglese G. K. Chesterton, pubblicata per la prima volta nel 1909. Tutti i testi raccolti erano precedentemente stati pubblicati dall'autore come articoli sul giornale Daily News.

## Indice

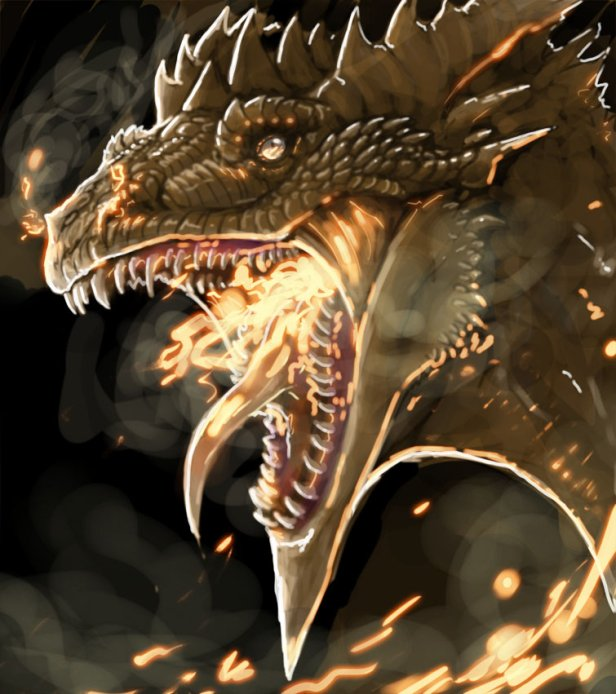
«Le fiabe non trasmettono al bambino la sua prima idea del babau. Ciò che le fiabe trasmettono al bambino è la sua prima idea chiara della possibile sconfitta del babau. Il bambino ha conosciuto il drago intimamente dal primo momento in cui ebbe un'immaginazione. Ciò che la fiaba gli fornisce è un san Giorgio per sconfiggere il drago.»